# اوانک (قزوین)
اوانک (قزوین)، روستایی از توابع بخش رودبارالموت شهرستان قزوین در استان قزوین ایران است.

## جمعیت
این روستا در دهستان الموت پایین قرار دارد و براساس سرشماری مرکز آمار ایران در سال ۱۳۸۵، جمعیت آن ۲۴۱ نفر (۸۴خانوار) بوده‌است.

## مردم
اقوام گوناگونی در این روستا زندگی میکنند که اغلب ساکنین این روستا تورک ها هستند البته این روستا مهاجرانی از دیگر شهر ها هم نیز دارن مانند کورد هایی که از کرمانج به این روستا مهاجرت کرند یا لر هایی که از همدان به این روستا مهاجرت کردن یا مازنی ها و گیلک ها که از شمال کشور به این روستا به دلایل مختلف مهاجرت کرده اند